# Bathysaurus
Bathysaurus är ett släkte av fiskar. Bathysaurus är enda släktet i familjen Bathysauridae.
Dessa fiskar har ett avplattat huvud och långa käkar. De förekommer bara i saltvatten och når en längd upp till 78 cm.
Arter enligt Catalogue of Life och Fishbase:
- Bathysaurus ferox
- Bathysaurus mollis

## Bildgalleri

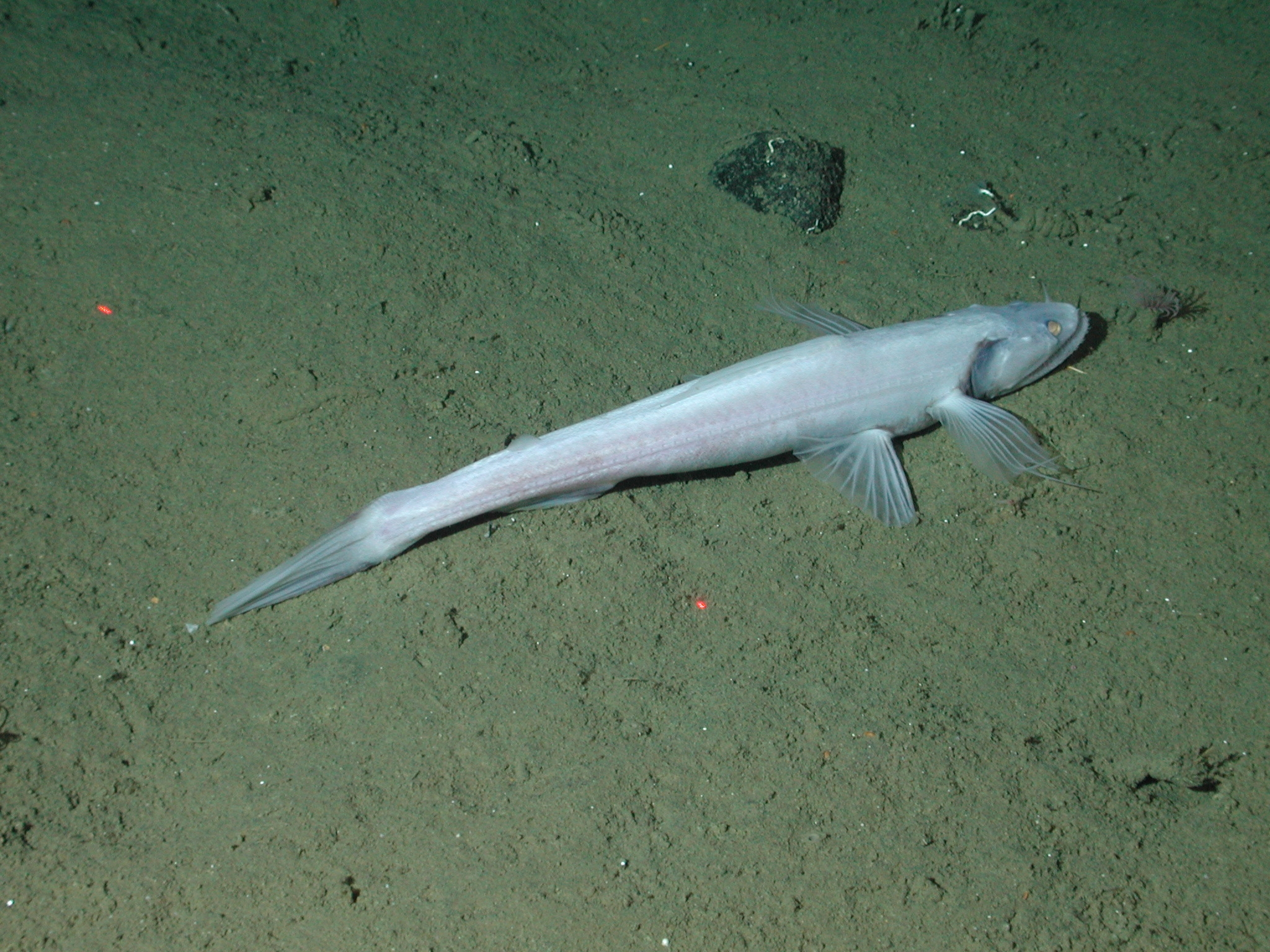
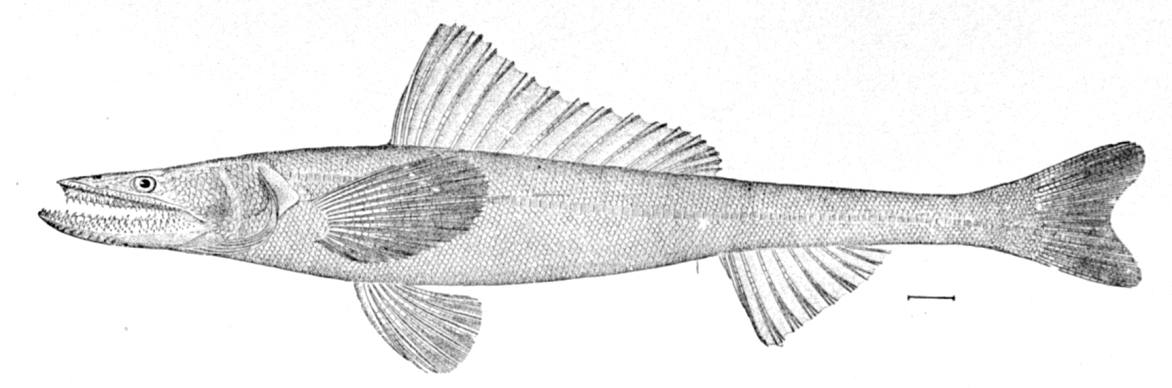